# Josef Adamec (kněz)
Josef Adamec (22. dubna 1902, Kerhartice – 14. dubna 1995, Praha) byl knězem české Obce křesťanů.

## Život
Narodil se jako čtvrté z deseti dětí textilního dělníka. Za 1. světové války, kdy jeho otec byl povolán na frontu, musel pracovat v textilní továrně.
Po válce se seznamoval s různými spirituálními a náboženskými proudy. V 17 letech se setkal s antroposofií. Protože odmítl z důvodu svědomí nosit během základní vojenské služby zbraň, byl v mladé Československé republice uvězněn a ani za pomoci mnoha vlivných přátel, mezi něž patřil i Přemysl Pitter, se nepodařilo docílit jeho předčasného propuštění. Do doby věznění také sám datoval své plné náboženské obrácení.
V roce 1929 pak v Praze poprvé prožil obřad posvěcení člověka – centrální bohoslužbu Obce křesťanů, která již tři roky po svém založení ve švýcarském Dornachu započala v roce 1925 v Praze svou činnost (pod názvem Hnutí za náboženskou obnovu). Záhy se stal věrným pomocníkem pražských farářů Eduarda Lenze a Josefa Krále. Od počátku byl také spoluredaktorem měsíčníku Práh, který Obec křesťanů vydávala v letech 1931 až 1942 (dnes se časopis jmenuje Okruh a střed). Po krátkém studiu na kněžském semináři ve Stuttgartu, kde se seznámil s celou řadou významných osobností tehdejšího antroposofického hnutí a Obce křesťanů, byl 8. října 1933 v sále Tychona Brahe v domě U jednorožce na Staroměstském náměstí Friedrichem Rittelmeyerem vysvěcen na kněze v Obci křesťanů. Poté se stal na dlouhá léta farářem Obce křesťanů. Před válkou sloužil česky i německy. Za komunistického režimu sloužil i v utajení na různých místech, i v domácnostech členů náboženské společnosti. Po roce 1989 se přestěhoval do nového sídla Obce křesťanů ve Wilfertově vile v Praze na Špejcharu, kde také zemřel.
Udržoval styky s řadou duchovních z různých církví a náboženských společností.
Zemřel na Velký pátek dne 14. dubna 1995 v Praze.
V sídle Obce křesťanů na pražském Špejcharu je po něm pojmenována galerie.